# Viola lyallii
Viola lyallii Hook.f. – gatunek roślin z rodziny fiołkowatych (Violaceae). Występuje endemicznie w Nowej Zelandii – na Wyspie Północnej i Południowej. 

## Morfologia
PokrójBylina dorastająca do 15 cm wysokości, tworząca kłącza. Pędy są kruche, płożące lub wznoszące się, nagie, o długości 10–20 cm.
LiścieLiście odziomkowe i łodygowe są podobne. Blaszka liściowa jest naga i ma kształt od szeroko jajowato sercowatego do nerkowatego. Mierzy 1–2 (czasami do 3,5) cm długości i 1–2 (czasami do 4) cm szerokości, jest karbowana na brzegu (od 5 do 10 bardzo płytkich uwypukleń po każdej stronie), ma tępą nasadę i niemal ostry wierzchołek. Ogonek liściowy ma 1–15 (zazwyczaj 2–5) cm długości. Przylistki są równowąskie, odlegle gruczołowato-ząbkowane, osiągają 3–7 mm długości.
KwiatyPojedyncze, wyrastające z kątów pędów, osadzone na wyprostowanych, nagich szypułkach. Podsadki są równowąskie, całobrzegie lub odlegle ząbkowane na brzegu, mają 3–6 mm długości. Mają działki kielicha o lancetowatym kształcie, ostro zakończone i dorastające do 3–4 mm długości, z wypustkami o długości 0,5 mm. Korona kwiatu mierzy 1–1,5 cm średnicy. Płatki są większe od działek kielicha, mają biała barwę z fioletowymi żyłkami, płatki boczne są brodate, dolny płatek posiada krótką i szeroką ostrogę. Słupek jest wyprostowany, ma 1,5 mm długości, znamię jest główkowate, lekko zakrzywione.
OwoceNagie torebki mierzące około 1 cm długości, o elipsoidalnym kształcie. Nasiona są odwrotnie jajowate, blado zielonkawobrązowe, długości 1,5 mm.

## Biologia i ekologia
Kwitnie od listopada do stycznia (czasami już od października), natomiast owoce pojawiają się od grudnia do lutego.